# 水酸化イットリウム(III)
水酸化イットリウム(III)(Yttrium(III) hydroxide)は、化学式Y(OH)3の無機化合物である。

## 合成
水溶液中で硝酸イットリウム(III)と水酸化ナトリウムを反応させることにより合成できる。
Y(NO3)3 + 3 NaOH → Y(OH)3↓ + 3 NaNO3
これにより白いゼラチン状の水酸化イットリウム(III)の沈殿が生じ、それを乾燥させることで白色の粉末となる。

## 化学的性質
水酸化イットリウム(III)はアルカリであり、そのため酸と反応する。
Y(OH)3 + 3 HNO3 → Y(NO3)3 + 3 H2O
2 Y(OH)3 + 3 H2SO4 → Y2(SO4)3 + 3 H2O
この化合物は、空気中の二酸化炭素を吸収する。
加熱すると、熱分解される。
2 Y(OH)3 → Y2O3 + 3 H2O↑